# اسان مار (مریلند)
اسان مار (به انگلیسی: San Mar) شهری در ایالت مریلند کشور ایالات متحده آمریکا است که جمعیت آن در سرشماری سال ۲۰۱۰ میلادی، ۳۸۴ نفر بوده‌است.